# Carla Estrada
Carla Patricia Estrada Guitrón (Cidade do México, 11 de março de 1956) é uma famosa produtora mexicana de telenovelas, e programas de comédia. Carla é graduada em Comunicação pela Universidad Autónoma Metropolitana.

## Biografia
Em 2005 o governo mexicano decidiu colocar uma estátua do produtor  mais importantes da Cidade do México em parques, e janeiro de 2007 Carla Estrada apareceu na revista People En Español na lista dos 100 Mais Influentes hispânicos no mundo. Quando exibida nos Estados Unidos, a telenovela Amor Real que ela produziu chocou o mundo por ter classificações mais elevadas do que todos os outros shows de televisão na América; colocando Univision em acima de redes americanas, como a NBC e ABC.
Carla Estrada foi à Universidad Autónoma Metropolitana onde estudo psicologia. Ela decidiu não seguir a carreira logo após, porém, e ela pediu para mudar. Dada a escolha de novas classes que ela poderia ter, ela escolheu comunicação, em parte porque seu pai era um jornalista e sua mãe uma atriz.
Antes de concluir curso na  universidade em 1978, Carla Estrada já tinha sido contratado pela Televisa. Ela fez história na Televisa, tornando-se a primeira mulher produtora de televisão mexicana, sob a supervisão de Valentín Pimstein e Ernesto Alonso, mas no seu começo humilde, celebridades não queriam trabalhar com ela.
Ao longo dos anos, algo que mudou, porém ela tem produzido algumas das telenovelas do México e da América Latina mais famosas, enquanto trabalhando com atores famosos, tais como Chantal Andere, Adela Noriega, Lucero, Lucía Méndez, Daniela Romo, Julio Alemán, Helena Rojo, Jorge Vargas, Joaquín Cordero, Jacqueline Andere, Carmen Montejo, Magda Guzmán, Mauricio Islas, Fernando Colunga e muitos mais.
Carla foi convidada a produzir telenovelas de Televisa por "Victor Hugo O'Farril". Sua primeira novela foi Pobre Juventud em 1986. Antes disso, ela tinha sido o produtora do show teen "XETU" onde muitas estrelas, como Gloria Trevi participaram.

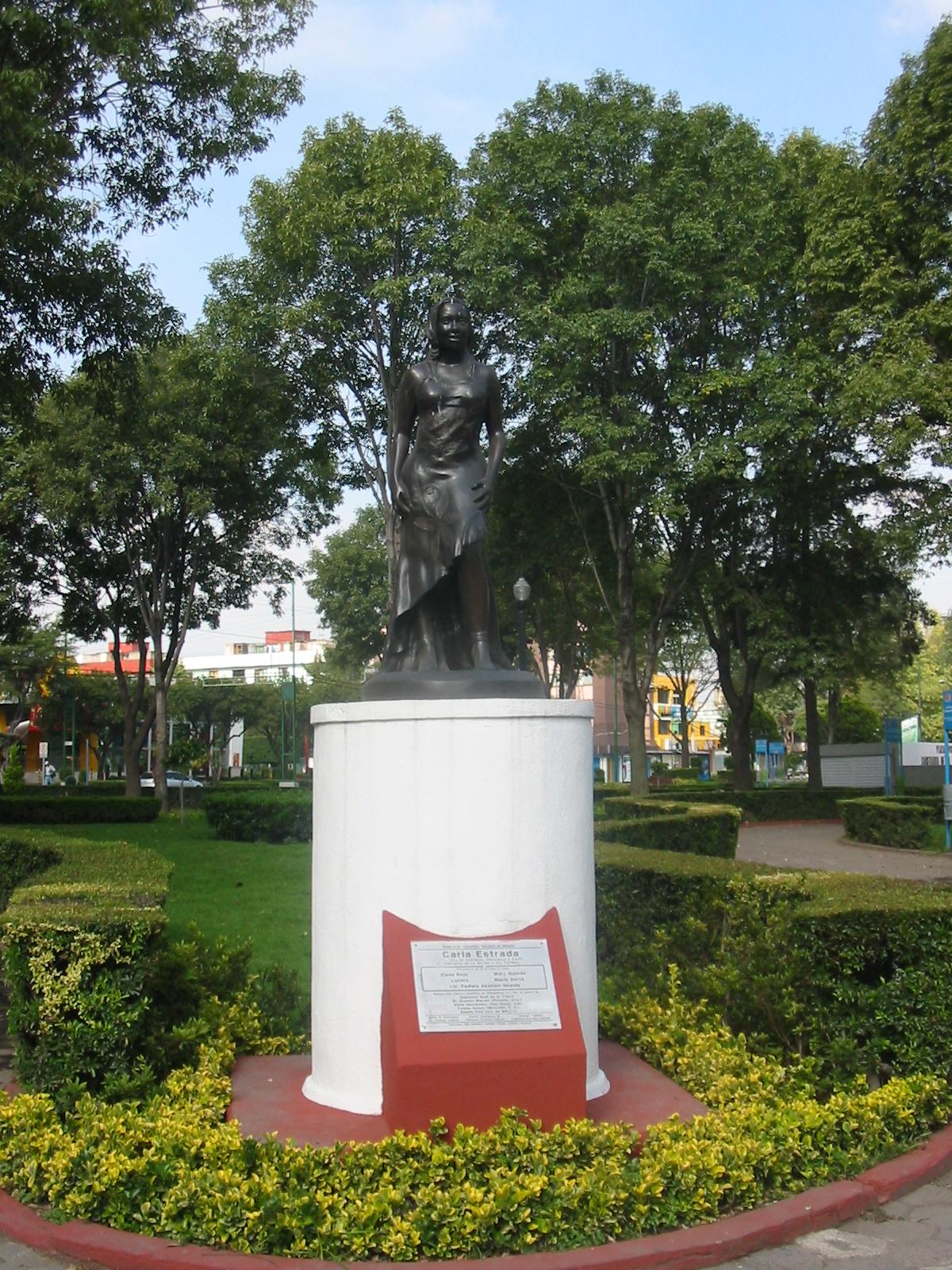
Estátua a Carla Estrada

## Telenovelas
- Sortilégio (2009)
- Pasión (2007-2008)
- Alborada (2005-2006)
- Amor real (2003)
- El Manantial (2001-2002)
- Mi destino eres tú (2000)
- El privilegio de amar (1998-1999)
- María Isabel (1997-1998)
- Te sigo amando (1996-1997)
- Lazos de amor (1995-1996)
- Alondra (1995)
- Más allá del puente (1994)
- Los parientes pobres (1993)
- De frente al sol (1992)
- Cuando llega el amor (1990)
- Amor de nadie (1990)
- Amor en silencio (1988)
- Quinceañera (1987)
- La pobre señorita Limantur (1987)
- Pobre juventud (1986)
- Cara A Cara (1984-1985)

## Minisséries
- Gloria Trevi: Ellas soy yo (2023)
- Silvia, frente a ti (2019)
- Por siempre Joan Sebastian (2016)

## Programas de Entretenimento
- Hoy ( 2013 - 2015)

## Programas de Humor
- "La parodia"
- "La hora pico"

## Concursos
- "Picardía mexicana"